# Stazione di Cavigliano
La stazione di Cavigliano delle Ferrovie Autolinee Regionali Ticinesi (FART) è una stazione ferroviaria della ferrovia Locarno-Domodossola ("Centovallina").

## Strutture e impianti

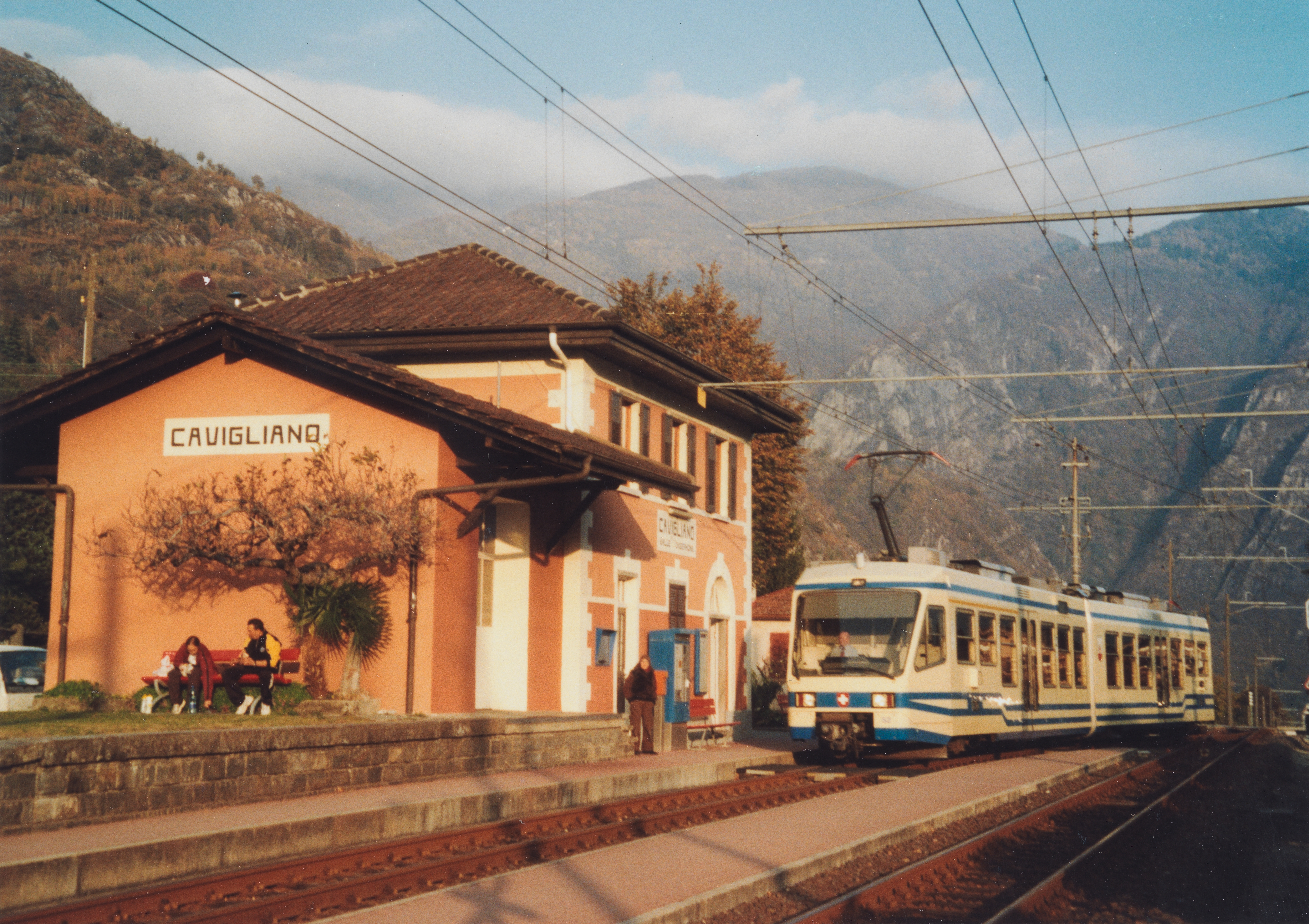
Nel 2007

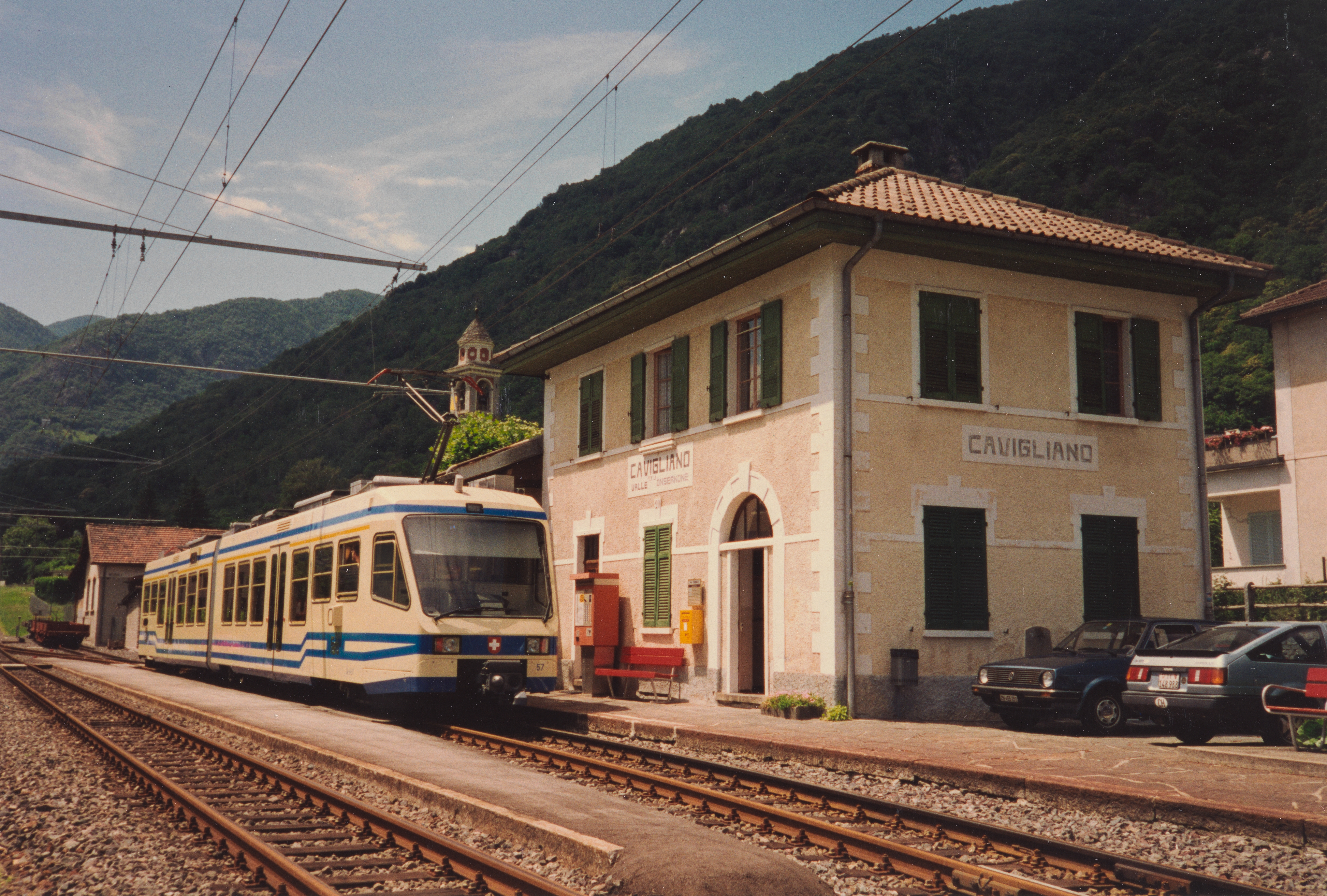
Negli anni novanta

La stazione dispone di un binario di raddoppio e di un binario tronco.

## Movimento
La stazione è servita, in regime di fermata a richiesta, dai treni regionali (linea Locarno-Intragna/Camedo e viceversa) e diretti (linea Locarno-Domodossola e viceversa) delle FART.

## Servizi
Le banchine sono collegate da attraversamenti a raso.
- Biglietteria automatica della Comunità tariffale Ticino e Moesano
- Sala d'attesa

## Interscambi
- Fermata autobus (linea 62.324, fermata Cavigliano, Bivio Onsernone)